# Matthew Barney

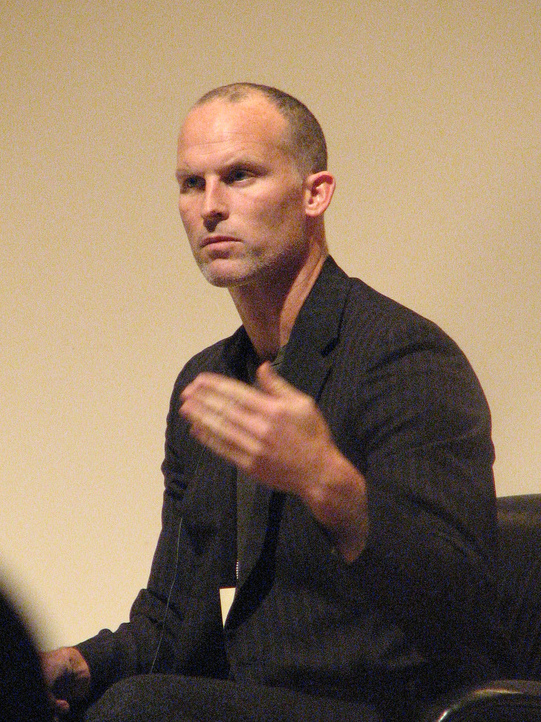
Matthew Barney (2007)

Matthew Barney (* 25. März 1967 in San Francisco, Kalifornien) ist ein zeitgenössischer US-amerikanischer Medienkünstler. In seinen Werken verbindet er skulpturale Environments, Installationen und Zeichnung mit Performance und Video. Zu seinen bekanntesten Werken zählen der Cremaster-Zyklus (1994–2002), ein fünfteiliger, in nicht chronologischer Reihenfolge entstandener Kunstfilm, sowie die Filmoper River of Fundament (2006–2014), die er gemeinsam mit dem Komponisten Jonathan Bepler erarbeitete.

## Leben

### Kindheit und Jugend
Matthew Barney ist der Sohn von Robert Barney und Marsha Gibney. Als Matthew sechs Jahre alt war, siedelte die Familie nach Boise im Nordwesten der USA über. Nachdem seine Eltern geschieden wurden, zog seine Mutter, eine Malerin, nach New York. Matthew und seine Schwester blieben mit ihrem Vater in Boise.
In der High School spielte er im Football Team in der Position als Quarterback und betätigte sich sportlich beim Ringen und Wrestling, das er später in seinem Werk thematisierte. Regelmäßige Besuche bei seiner Mutter in New York intensivierten sein Interesse an der Kunst.

### Familie
Barney war bis 2013 mit der Musikerin und Künstlerin Björk liiert und hat mit dieser eine Tochter.

### Künstlerlaufbahn
Barney verließ seine Heimatstadt Boise um ein Studium der Medizin an der Yale University in New Haven zu absolvieren. Aufgrund mangelnder Leistungen verwarf er nach zwei Semestern seinen Berufswunsch zum Facharzt für plastische Chirurgie und wechselte zur Kunst. Während des Studiums arbeitete er als Fotomodel u. a. für Ralph Lauren. Im Jahr 1989 beendete er sein Studium in Bildender Kunst mit der Diplomarbeit “Field Dressing (orofill)”, dieses Werk zeigt eine Installation (Kunst) mit Videos und Skulpturen. Vom 9. Februar bis zum 19. Februar 2006 war Barney Jurymitglied bei den Internationalen Filmfestspielen 2006 in Berlin.

### Einflüsse
Inspiration fand Barney nach eigenen Angaben, in den amerikanischen Horror-Filmen wie Tanz der Teufel, Freitag der 13., Der Weiße Hai, Das Omen, Der Exorzist und Shining, sowie Filmen von Busby Berkeley und NFL Films, einer Firma, die Footballfilme und Fernsehbeiträge produziert. Von besonderer Bedeutung waren auch Aufzeichnungen, die während des Footballspiels zwecks späterer Auswertung aufgezeichnet wurden.
Künstler der 1970er und 1980er Jahre wie Marina Abramović, Joseph Beuys, Chris Burden, Bruce Nauman und Vito Acconci waren ebenfalls prägend, wobei er überwiegend Momentaufnahmen aus den Filmen sah. Von Joseph Beuys Materialsprache zeigte sich Barney besonders beeindruckt. Im Oktober 2006 wurde versucht, ästhetische und konzeptuelle Gemeinsamkeiten der beiden Künstler in der Ausstellung „All in the present must be transformed: Matthew Barney and Joseph Beuys“ im Guggenheim Museum in Berlin und Venedig gegenüberzustellen. Kurator der Ausstellung war Nancy Spector.
Nach der Auffassung der Kuratorin des Solomon R. Guggenheim Museum ist Barneys’ künstlerische postmoderne Arbeitsweise geprägt vom französischen Philosophen Gilles Deleuze, dessen Begriff der „Vielheit“ bezeichnend für Barneys’ Werk sei und sich dadurch einer eindeutigen Erklärung verweigert.
Von Bedeutung sind auch Richard Serra und Norman Mailer, die beide eine bedeutende Rolle im „Cremaster Cycle“ durch ihr künstlerisches Werk einnehmen. Mailer ist Autor des 1979 erschienenen Buch „The Executioner’s Song“, das u. a. über den Mörder Gary Gilmore und den Entfesselungs- und Zauberkünstler Harry Houdini erzählt, die wiederum beide Protagonisten des „Cremaster Cycle“ sind. Im zweiten Teil spielt Mailer die Rolle des Harry Houdini. Auch Richard Serra, der wie Barney die Yale University in New Haven besuchte, beteiligte sich, indem er in Barneys’ „Cremaster Cycle 3“ die Rolle des Architekten Hiram Abiff sowie auch sich selbst darstellte.
In der Zeit der Entstehung des Werks Field Dressing (1989–1990) von 1989–1990 beeinflusste ihn das Buch “Creativity and Perversion” von der französischen Psychoanalytikerin Janine Chasseguet-Smirgel.

## Werk
In seinen Filmen und Skulpturen verarbeitet er unter anderem Themen aus der Biologie, Sexualität, Geschichte, Mythologie, Sport und Medizin, die sich teilweise auf legendäre Figuren wie den Entfesslungskünstler Harry Houdini, den Doppelmörder Gary Gilmore, den amerikanischen Footballstar Jim Otto oder General MacArthur, sowie Figuren aus der Mythologie beziehen.

### Drawing Restraint (1988–2005)
Zwischen 1988 und 2005 entwickelte Barney die aus 12 Teilen bestehende Serie Drawing Restraint (dt. Zeichnen unter Einschränkung), in der er das Prinzip von Spannung und Gegenspannung im Rahmen der Aktionskunst verdeutlichte. Dabei erbaute er räumliche Situationen, die ihm körperliche Beschränkungen auferlegten, während der Kletter- und Turnakte an Wänden und Decken benutzen Utensilien zu sehen waren, sprang er auf einem Trampolin, kletterte über Hindernisse, behinderte sich selbst mit chirurgischen Plastikschläuchen und stellte in diesem Aktionsradius verschiedene Zeichnungen auf Papier her. Im Zuge des Drawing Restraint Projektes gelangt Matthew Barney zu einer Erkenntnis, die im Allgemeinen das Fundament der DR-Serie bildet: Die „drei Phasen des Pfades“, welche aus Situation, Kondition und Produktion bestehen und durch den Bolus ergänzt werden.
Die verwendeten Elemente, wie z. B. gewöhnliche Kletter-Ausrüstungen, waren dabei überwiegend in organisch geformten Skulpturen mit Objekten wie einer Gewichtheberbank oder Hanteln kombiniert. Insbesondere die ersten Teile der aus zwölf Teilen bestehenden Serie „Drawing Restraint“, setzen sich hauptsächlich formal mit der Skulptur und Zeichnung auseinander, thematisch unter anderem mit dem Prozess, aus körperlichem Widerstand visuelle Form zu erschaffen.

„Beim Training entwickelt sich der Muskel nach dem Prinzip von Spannung und Gegenspannung. Unter wiederholter extremer Belastung beginnt er zu brennen und bricht gewissermaßen zusammen, doch dann heilt er und wird dabei immer stärker. Diesen Prozess, aus Widerstand Form zu erschaffen, wollte ich für die Kunst nutzen.”“

„The Field“

Während die ersten Drawing Restraint Projekte vor allem das Zeichnen bei körperlicher Beschränkung in Räumen mit Hindernisparcours inszenieren, ist das Projekt Drawing Restraint 7 von 1993 eine Rauminstallation in Verbindung mit einem Video, welches auf drei Monitoren gezeigt wird. Hierbei verbindet Barney Mythologien mit seiner Arbeit. Drei Satyren fahren in einer Limousine durch Manhattan. Während das Satyren-Kind auf dem Vordersitz wie ein junger Welpe seinem eigenen Schwanz hinterherjagt, ringen auf dem Rücksitz zwei erwachsene Satyren (wohl männlich und weiblich) miteinander, wobei das weibliche Wesen versucht mit der Hornspitze des männlichen Wesens ein Horn nachzuzeichnen.
Drawing Restraint 8 von 2003 rückt das für Matthew Barney typische Symbol eines vertikalen Ovals und eines horizontalen schmalen Rechtecks/Balken, die sich in der Mitte kreuzen, in den Vordergrund. Dieses Symbol taucht in allen Cremaster Filmen auf.
Ein Teil der Serie ist der 2005–2006 entstandene Kunstfilm Drawing Restraint 9, der aus Anlass einer Einladung für eine Ausstellung aus Japan entstand. Dieser spielt auf dem japanischen Walfangschiff Nisshin Maru. Das „Field“ ist eine mit Vaseline gefüllte Form an Deck des Schiffes, die bereits im Zyklus des Cremaster im Mittelpunkt des Geschehen steht. Die Filmmusik komponierte Barneys Partnerin, die isländische Sängerin Björk.
Barney selbst bezeichnet den Film als eine Meditation über den Schöpfungsakt, „über rohe sexuelle Energie und die Disziplin, die Gestaltung bedingt. Und darüber, wie man kreativ bleibt, indem man nicht in Formen erstarrt, sondern sie ständig wieder verflüssigt.“

### Field Dressing (orofill) (1989–1990)
| Photographie (externer Weblink) - Field Dressing (orofill) (1989) - Field Dressing (orofill) (1989) |
| --------------------------------------------------------------------------------------------------- |

„Field Dressing“ bezeichnet im Englischen das Ausnehmen von Wild in freier Wildbahn nach der Jagd. „orifill“ ist eine Zusammensetzung der englischen Wörter orifice – Öffnung und to fill- füllen.
Matthew Barneys erste Installation vereinte Performance, Skulptur und Video zu dem Werk “Field Dressing (orifill)”. Das Environment besteht aus zwei Video-Monitoren, auf den Videos präsentiert sich Barney nackt mit einer Art Kletterausrüstung. Er klettert an einem Mast und einigen Seilen rauf und runter und schmiert dabei in regelmäßigen Abständen erkaltete Vaseline in seine Körperöffnungen.
Am Anfang der 1990er Jahre beginnt Barney, das Werk und dessen Referenzraum wie auch die Darsteller und Schauspieler seiner Performances zu erweitern. Weiterhin verwendet er in der Materialsprache organische und synthetische Materialien, darunter die bereits in dem Zyklus „Drawing Restraint“ zum Einsatz gebrachte Vaseline.
In New York trat der Künstler 1991 erstmals öffentlich mit der Performance „MILEHIGH Threshold: Flight with the ANAL SADISTIC WARRIOR“ in Erscheinung, bei der er an der Decke hängend den Raum künstlerisch in Beziehung zu seinem Körper setzte.

### OTTOshaft (1992)
| Photographien (externe Weblinks) - „OTTOshaft“ (1992) |
| ----------------------------------------------------- |

Frühe Werke wie „OTTOshaft“ (1992), ausgestellt auf der Documenta 9 beruhen auf der Bildhauerei, also dem Arbeitsprinzip eine Skulptur zu erschaffen, hinzu kam der Aspekt, ein Ereignis in Echtzeit abzubilden, sodass diese auf Video festgehalten wurde. Dieser Prozess hat sich in folgenden Projekten teilweise in erzählerische Erzählstrukturen verwandelt, die man im Cremaster-Zyklus erkennen kann.
Für die Documenta-Performance in einem Kasseler Parkhaus wurde eine Football-Mannschaft durch über ihre Tartans als schottischen Clans-Mitglieder ausgewiesene Truppe von Dudelsack-Spielern ausgewechselt, die ein wenig später als nicht weniger wettkämpferisch-agierende Gegenspieler der soldatisch-sportlich disziplinierten Uniformträger duellierende Satyrn auftauchen.
Bei späteren Ausstellungen von OTTOshaft werden diverse organische Materialien mit Plastik-Objekten und drei von der Decke hängenden Monitoren in einem Raum zu einer Installation. Die Videos auf den Monitoren(mit den Titeln OTTOdrone, OTTOshaft und AUTOdrone) zeigen verschiedene Aktionen (u. a. das Puzzeln).
Auch in späteren Projekten spielt Barney als Protagonist selbst die unterschiedlichsten Rollen in seinen Werken und Filmen. OTTOshaft gehört als Mittelteil zur „Jim Otto Suite“ -Trilogy.

### Cremaster Cycle (1994–2002)
Im Jahr 1994 begann Barney die Arbeit an seinem „Cremaster Cycle“, einem aus 5 Teilen bestehenden, in nicht chronologischer Reihenfolge entstandenen Kunstfilm. Die Filmserie ist nach dem lateinischen Wort des Hodenheber der Musculus cremaster benannt, der für den Hoden eine Komponente der Thermoregulation ist.
Der „Cremaster Cycle“ bildet ein in sich geschlossenes ästhetisches System. Er besteht nicht nur im Medium des Films, sondern auch in der Photographie, der Zeichnung und in der Skulptur, die mit jeder Episode in einer Verbindung steht. Barney selbst bezeichnet diese, als ein geschlossenes, autobiographisches oder auch narzisstisches System, in dem sich eine visuelle Sprache wie eine Perle in einer Auster eingenistet hat. Autobiographisches in den Cremaster-Filmen findet sich z. B. in Cremaster1, dass im Bronco Stadium auf dem blauen Astroturf (dem Football-Feld) gedreht wurde. Als wichtig in diesem Zusammenhang ist auch die enge Zusammenarbeit mit dem New Yorker Komponisten Jonathan Bepler zu sehen, der die musikalische Gestaltung von Cremaster 2, Cremaster 3 und Cremaster 5 übernahm.
Die Kuratorin Nancy Spector bezeichnete den „Cremaster Cycle“, als ein von inneren Motiven angetriebenes Kraftfeld, dass sich im Lauf seiner Entwicklung kristallisiert. Visuell wird dieses als Logo in Form eines horizontalen Rechtecks und einer vertikalen ovalen Form symbolisch dargestellt. Für Barney repräsentiert das Oval
„den Körper, das Rechteck den selbst auferlegten Widerstand. Letzteren könnte man als etwas Positives ansehen, als Hilfestellung für die Kreativität. Muskeln brauchen Gewichte, um zu wachsen, ein Entfesselungskünstler braucht die Handschellen, um seine Aktion zu vollbringen. „Drawing Restraint 9“ ist der Versuch, die Behinderung aufzuheben. Der Körper kann sich der Sinnlichkeit hingeben, Ruhe finden. So war es möglich, dass sich eine Liebesgeschichte entspinnt.“
Auf die Frage nach ob Menschen in den Filmen auch als Skulpturen oder als Schauspieler angesehen werden, antwortete Barney:
„Skulpturen würde ich sie nicht nennen, Schauspieler aber auch nicht. Das hat eher mit Performance zu tun. Die Arbeiten, die ich vor meiner Teilnahme an der „documenta 9“ 1992 gemacht habe, beruhten tatsächlich auf Bildhauerei, ihr Video-Aspekt war mehr der Versuch, ein Ereignis in Echtzeit abzubilden. Das hat sich langsam in erzählerische Strukturen verwandelt. Das „Cremaster“-Projekt kommt aber immer noch aus dieser Disziplin. Die Menschen in den „Cremaster“-Filmen tun das, was ich in früheren Projekten getan habe: Sie aktivieren ein System von Objekten und erfüllen Aufgaben. Es geht mehr darum, einen Raum zu aktivieren als einen dramatischen Bogen zu projizieren.“

#### Cremaster 1 (1995)
Cremaster 1 ist ein 40-minütiger Film. Er spielt in Barneys Heimatstadt Boise, Idaho auf dem blauen Astroturf des Bronco-Stadions. Über dem Feld schweben zwei Luftschiffe, in denen sich jeweils ein nahezu identischer Raum befindet, eingerichtet in einem futuristischen Weiß, mit einem riesigen Tisch auf dessen Mitte eine Skulptur steht. Die Skulptur einkreisend und fast den ganzen Tisch bedeckend, liegen Weintrauben in großer Zahl auf dem Tisch. In einem Zeppelin sind sie grün, in dem anderen purpurrot.
Unter jedem dieser Tische befindet sich die Blondine Goodyear (Marti Domination), die auf einer Art Plattform liegt und vom Rest des Raumes durch ein großes weißes Tischtuch abgeschirmt ist.
Um den Tisch herum sitzen in jedem Luftschiff 4 Stewardessen, die Goodyear unter dem Tisch nicht bemerken. Diese wiederum beginnt ein kleines Loch in die Tischdecke zu reißen und ergattert so peu à peu Weintrauben vom Tisch. Bald schon wird das Loch immer größer und mehrere Weintrauben kullern auf den Boden. Aus den herumliegenden Weintrauben bildet Goodyear Formationen/Muster (zum Beispiel das bekannte Barney-Symbol für positive Einschränkungen (Oval und Balken), den Bolus (die Hantel), Zellteilung und ein Reproduktionssystem).
Zur gleichen Zeit treffen unter den Luftschiffen auf dem blauen Astroturf Revuetänzerinnen ein, die anfangen sich in Formationen aufzustellen, die Goodyear über ihnen aus Weintrauben legt. Die Stewardessen beobachten das Spektakel und rauchen. Goodyear steckt dann einmal den Arm durch das Loch in der Tischdecke und dreht die auf dem Tisch befindliche Skulptur um 180 Grad, wodurch ihr Arm mit Vaseline überzogen wird. Diese wischt sie dann an den Weintrauben ab. In der Schlussszene taucht Goodyear sowohl in den Luftschiffen als auch auf dem Spielfeld inmitten der Revuetänzerinnen auf, von wo aus sie zwei Ballons in Richtung Kamera fliegen lässt. Ferner hält sie die Luftschiffe an der Leine und wird auch gezeigt wie sie auf einem Thron sitzt, der einem Football-Tor ähnelt. Der Abspann läuft über ein Bienenstock-Muster.

#### Cremaster 2 (1999)
Cremaster 2 ist 76 Minuten lang und basiert vage auf dem Leben des mormonischen Doppelmörders Gary Gilmore, der im Film von Barney gespielt wird. Der Autor Norman Mailer spielt in dem Film den Entfesselungskünstler Harry Houdini. Mailer hatte in einem Buch die Behauptung aufgestellt, Gary Gilmore könnte ein Enkel Houdinis sein. Die Texte der Songs in diesem Film sind Auszüge aus Briefen, die sich Gilmore mit seiner Freundin Nicole Baker vor seiner Hinrichtung im Gefängnis schrieb.

#### Cremaster 3 (2002)
Cremaster 3, 182 Minuten lang spielt zur Zeit als das Chrysler Building gebaut wurde (1930). Die dominierenden Farben in diesem Film sind Orange und Grün wie auf der irischen Flagge. Zu dieser Zeit arbeiteten sehr viele irische Maurer an den großen New Yorker Wolkenkratzern.
Der Film beginnt mit der keltischen Legende vom Giant’s Causeway. Finn war ein relativ kleiner Riese in Irland, der sich mit dem Riesen Benandonner aus Schottland messen wollte. Damit die beiden Rivalen zueinander finden konnten, baute Finn den Pfad aus Steinen (Giant’s Causeway) über die See. Als Benandonner nun im Anmarsch war, erschütterte die Erde. Oonagh, die Frau Finns nahm ihren Mann und wickelte ihn in Tücher, so dass Benandonner dachte, es sei Finns Kind und nicht er selbst. Da bekam er es mit der Angst zu tun und nahm reißaus.
Dann wechselt der Film in das New York von 1930. Gary Gilmore kriecht in Reinkarnation einer Frauenleiche unter dem Chrysler Building hervor und wird von vier Bestattern zur Lobby geführt und dort in einen Chrysler Imperial gesetzt.
Später wird der Film unterbrochen von einem Zwischenteil, der sich „the order“ nennt.

#### The Order
„The Order“ spielt im Guggenheim Museum in New York City. Hier durchläuft Matthew Barney als Maurerlehrling die verschiedenen Ebenen des Museums in Form von fünf „Leveln“, wie bei einem Computerspiel. Der Boden des Museums ist mit blauem Rasen bedeckt.
- Level 1: Hier tanzen Revuetänzerinnen mit Steppschuhen und Lamm-Kostümen diverse Choreographien.
- Level 2: Die Hardcore-Bands Agnostic Front und Murphy’s Law mit ihren jeweiligen Fans battlen gegeneinander. Hier muss Barney zwischen den rabiat tanzenden Fans ein Puzzle im Boden lösen.
- Level 3: Hier wartet Aimée Mullins auf Barney, zunächst als Schönheit in einem weißen Schürzen-Kleid mit gläsernen High-Heels, dann als leopardenartiges Wesen, das versucht ihn zu töten. Der Maurerlehrling tötet die Leoparden-Frau und wird dadurch zum Maurermeister.
- Level 4: In der vierten Etage wartet eine Art weiße, übergroße Dudelsack-Plastik in der Form eines Schafbockes und unzählige Haufen von Pfeifenstäben auf den Maurerlehrling. Hier muss er 5 Pfeifenstäbe so gen Dudelsack-Korpus werfen, das diese den Korpus perfekt ergänzen.
- Level 5: Der Künstler Richard Serra spielt sich selbst, wie er flüssige Vaseline gegen eine Wand schleudert, die sich allmählich einen Weg nach unten zum Erdgeschoss bahnt.

### River of Fundament (2006 – 2014)
„River of Fundament“ basiert auf dem Roman Ancient Evenings (deutsch: Frühe Nächte) aus dem Jahre 1983 von Norman Mailer.

## Sammlungen

### Filmographie
- 1995: Cremaster 4
- 1996: Cremaster 1
- 1997: Cremaster 5
- 1998: March of the Anal Sadistic Warrior
- 1999: Cremaster 2
- 2002: Cremaster 3
- 2005: De Lama Lamina
- 2005: Drawing Restraint 9
- 2014: River of Fundament
- 2019: Redoubt
- 2023: Secondary

## Ausstellungen

### Einzelausstellungen
- 1989: Field Dressing. Payne Whitney Athletic Complex, Yale University, New Haven
- 1989: Scab Action. Video-Ausstellung für die New York City Rainforest Alliance, Open Center, New York
- 1991: Barbara Gladstone Gallery, New York
- 1991: Stuart Regen Gallery, Los Angeles
- 1991: Matthew Barney: New Work. San Francisco Museum of Modern Art
- 1994: Portraits from Cremaster 4. Regen Projects, Los Angeles
- 1996: Transexualis and Repressia. Cremaster 1 and Cremaster 4, San Francisco Museum of Modern Art
- 1997: Cremaster 5. Portikus, Frankfurt
- 1997: Cremaster 5. Barbara Gladstone Gallery, New York
- 1997: Cremaster 1. Kunsthalle Wien
- 1998: March with the Anal Sadistic Warrior, KunstKanaal, Amsterdam
- 1998: Cremaster 5. Fundació La Caixa, Barcelona, Spain
- 1998: Cremaster 5. Regen Projects, Los Angeles
- 1998: Cremaster 1. Öffentliche Kunstsammlung Basel, Kunstmuseum
- 1999: Cremaster 2: The Drones’ Exposition. Walker Art Center, Minneapolis / San Francisco Museum of Modern Art
- für die Saison 2000/2001: Gestaltung des Eisernen Vorhangs der Wiener Staatsoper im Rahmen einer von museum in progress konzipierten Ausstellungsreihe
- 2002: Matthew Barney: The Cremaster Cycle. organisiert vom Solomon R. Guggenheim Museum, New York; eröffnet im Museum Ludwig, Köln; danach Musée d’Art Moderne de la Ville de Paris und Solomon R. Guggenheim Museum, New York
- 2003: Matthew Barney in the Living Art Museum. Living Art Museum, Reykjavík
- 2003: Boise Art Museum, Boise, Idaho
- 2003: Matthew Barney – Cremasters. Astrup Fearnley Museet for Moderne Kunst, Oslo
- 2005: Matthew Barney: Drawing Restraint. 21 st Century Museum of Contemporary Art, Kanazawa, Japan / Leeum, Samsung Museum of Art, Seoul
- 2008: Matthew Barney: Drawing Restraint. Kunsthalle Wien
- 2010: Prayer Sheet with the Wound and the Nail. Laurenz-Stiftung, Schaulager Basel
- 2011: DJED. Gladstone Gallery, Manhattan, New York, Eisenplastiken[18]
- 2014: Matthew Barney. River of Fundament[19], Haus der Kunst, München.
- 2014: Matthew Barney: Drawing Restraint.[20], Art Gallery of Ontario, Toronto.
- 2019: Matthew Barney: Embrasure. Gladstone 64, New York
- 2021: Matthew Barney: After Ruby Ridge. Galerie Max Hetzler, Berlin
- 2023: Matthew Barney: Drawing Restraint 25. Gladstone Gallery, Seoul

### Retrospektiven
- 2002–2003: „Matthew Barney: The Cremaster Cycle“, organisiert vom Solomon R. Guggenheim Museum, New York; eröffnet im Museum Ludwig, Köln; danach Musée d’Art Moderne de la Ville de Paris und Solomon R. Guggenheim Museum, New York

## Ehrungen
- 1993: Europa 2000 Prize, Aperto ’93, XLV. Biennale di Venezia
- 1996: Hugo Boss Preis der Solomon R. Guggenheim Foundation, New York
- 1999: James D. Phelan Art Award in Video, Bay Area Video Coalition, San Francisco Foundation
- 2001: Glen Dimplex Award, Irish Museum of Modern Art, Dublin
- 2007: Goslarer Kaiserring[21]
- 2024: Mitglied der American Academy of Arts and Letters

### Museen zu Matthew Barney
- All in the Present Must Be Transformed – Matthew Barney und Joseph Beuys im Deutsche Guggenheim
- Museum Ludwig Cremaster Ausstellung
- Guggenheim Cremaster Cycle Ausstellung

### Kunstbildung
- SFMOMA Ausstellungs Podcast und Interaktives Feature

### Bild, Video und Audio Aufnahmen
- The Cremaster Cycle Trailer (MOV; 37,5 MB)
- I Die Daily – Cremaster Cycle Dokumentation
- Pbs Matthew Barney
- Interview mit Matthew Barney über die Ausstellung All in the Present Must Be Transformed – Matthew Barney und Joseph Beuys des Guggenheim Museums
- Interview mit Matthew Barney – Arte TV
- Ausschnitt der Reportage Vibration – Mutanten Kunst (RAM; 0 kB)
- Alexandra Mangel: Porträt